# Pierre Hontas
Pas d'image ? Cliquez ici

a Compétitions nationales et continentales officielles uniquement.

b Matchs officiels uniquement.
Pierre Hontas dit Peyo, né le 19 juillet 1966 à Biarritz, est un joueur français de rugby à XV, qui a joué avec l'équipe de France de 1990 à 1993, évoluant au poste de trois quart aile (1,83 m pour 85 kg).

## Carrière

### En club
- Biarritz olympique

### En équipe nationale
Il a disputé son premier test match le 17 février 1990, contre l'équipe d'Écosse. Son dernier test match fut contre l'équipe du pays de Galles, le 20 mars, 1993.

### Reconversion
Il occupe actuellement un emploi de manager commercial au sein du groupe AG2R La Mondiale.[réf. nécessaire]

## Palmarès

### En club
- Championnat de France de première division :
  - Vice-champion (1) : 1992 (Il est pour l’occasion le dernier à avoir marqué un essai à 4 points au Parc des Princes contre Toulon).
- Challenge Yves du Manoir :
  - Finaliste (1) : 1989

### En équipe nationale
- Sélections en équipe nationale : 9
- Sélections par année : 3 en 1990, 1 en 1991, 1 en 1992, 4 en 1993
- Tournois des Cinq Nations disputés : 1990, 1993
- Vainqueur en 1993

## Statistiques

### Tournoi des Cinq Nations
| Édition           | Rang | Résultats France | Résultats Hontas | Matchs Hontas |
| ----------------- | ---- | ---------------- | ---------------- | ------------- |
| Cinq Nations 1990 | 3    | 2 v, 0 n, 2 d    | 1 v, 0 n, 1 d    | 2/4           |
| Cinq Nations 1993 | 1    | 3 v, 0 n, 1 d    | 3 v, 0 n, 1 d    | 4/4           |

Légende : v = victoire ; n = match nul ; d = défaite ; la ligne est en gras quand il y a Grand Chelem.

## Famille
Il est le frère de Marie-Josée Hontas, membre de l'équipe de France d'athlétisme et plusieurs fois championne de France, et d'Olivier Hontas, champion du monde, d'Europe, de France espoir de pelote basque[réf. nécessaire].